# Natalia Czerwonka
Pour les articles homonymes, voir Czerwonka.
Natalia Barbara Czerwonka, née le 20 octobre 1988 à Lubin, est une patineuse de vitesse polonaise. Elle est choisie comme porte-drapeau lors de la cérémonie d'ouverture des Jeux olympiques d'hiver de 2022.

## Palmarès

### Jeux olympiques d'hiver
| Épreuve / Édition   | 500 mètres | 1 000 mètres | 1 500 mètres | 3 000 mètres | 5 000 mètres | Mass start | Poursuite par équipes              |
| JO 2010 Vancouver   | —          | —            | 36e          | —            | —            | —          | —                                  |
| JO 2014 Sotchi      | —          | 23e          | 15e          | 16e          | —            | —          | Médaille d'argent, Jeux olympiques |
| JO 2018 Pyeongchang |            | 12e          | 9e           | —            | —            | —          | —                                  |

Légende :
- : première place, médaille d'or
- : deuxième place, médaille d'argent
- : troisième place, médaille de bronze
- : pas d'épreuve
- — : Non disputée par le patineur
- DSQ : disqualifiée

### Championnats du monde
- Médaille de bronze en poursuite par équipes en 2013 à Sotchi
- Médaille d'argent en poursuite par équipes en 2012 à Heerenveen

## Records personnels
| Distance    | Temps                                      |
| 500 mètres  | 40,11                                      |
| 1000 mètres | 1 min 16 s 33 (Calgary, 10.11.2013)        |
| 1500 mètres | 1 min 55 s 09 (Salt Lake City, 16.11.2013) |
| 3000 mètres | 4 min 05 s 40 (Salt Lake City, 15.11.2013) |
| 5000 mètres | 7 min 18 s 55 (Astana, 29.11.2013)         |